# 1849 Kresak
Kresak (asteróide 1849) é um asteróide da cintura principal, a 3,0192637 UA. Possui uma excentricidade de 0,0108035 e um período orbital de 1 947,71 dias (5,33 anos).
Kresak tem uma velocidade orbital média de 17,04839564 km/s e uma inclinação de 10,78232º.
Esse asteróide foi descoberto em 14 de Janeiro de 1942 por Karl Reinmuth.